# Добровольческий переулок
Доброво́льческий переулок (до 1954 года Хи́вский переулок) — переулок в Таганском районе Центрального административного округа города Москвы. Расположен между улицей Солженицына с севера и перекрестком Добровольческой улицы и Товарищеского переулка с юга.

## Описание
До 12 января 1954 года назывался Хивским переулком. Длина переулка 100 м. Движение одностороннее со стороны Товарищеского (бывшего Дурного) переулка к улице Солженицына. Домов по переулку не числится.